# 天満祥典
天満 祥典（てんま よしのり、1947年〈昭和22年〉1月5日 - ）は、日本の政治家。元広島県三原市長（2期）、元広島県議会議員（3期）、元三原市議会議員（2期）。

## 経歴
広島県三原市小坂町出身。広島県三原工業高等学校（現、如水館高等学校）普通科卒業。立命館大学理工学部卒業。
1995年（平成7年）、三原市議会議員選挙に立候補し、初当選。1999年（平成11年）、2期目の当選。
2003年（平成15年）4月13日執行の広島県議会議員選挙に三原市選挙区（定数2）から無所属で立候補。自民党現職の平田修己がトップ当選を果たし、残り1議席を連合広島地方協議会議長の渡辺篤志と争い、初当選を果たした。
2007年（平成19年）4月の県議選において2期目の当選（このときから選挙区は、三原市・世羅郡選挙区となる）。2011年（平成23年）4月10日執行の県議選に、自由民主党公認で立候補し、3期目の当選。議員活動のかたわら、産廃会社の役員も務めた。
2013年（平成25年）4月14日執行の三原市長選挙に無所属で立候補。前市長の五藤康之の支援を受けた前副市長の松浦邦夫を破り、初当選した。
※当日有権者数：80,799人 最終投票率：66.46%（前回比：pts）
| 候補者名 | 年齢 | 所属党派 | 新旧別 | 得票数   | 得票率 | 推薦・支持 |
| -------- | ---- | -------- | ------ | -------- | ------ | ---------- |
| 天満祥典 | 66   | 無所属   | 新     | 28,975票 | 54.96% |            |
| 松浦邦夫 | 61   | 無所属   | 新     | 23,748票 | 45.04% |            |

2017年（平成29年）、元市議の荒井静彦を破り再選。
※当日有権者数：79,667人 最終投票率：57.22%（前回比：-9.24pts）
| 候補者名 | 年齢 | 所属党派 | 新旧別 | 得票数   | 得票率 | 推薦・支持 |
| -------- | ---- | -------- | ------ | -------- | ------ | ---------- |
| 天満祥典 | 70   | 無所属   | 現     | 23,504票 | 52.72% |            |
| 荒井静彦 | 65   | 無所属   | 新     | 21,075票 | 47.28% |            |

## 参院選をめぐる現金買収事件
2019年
- 7月4日、第25回参議院議員通常選挙が公示。広島県選挙区（改選数2）においては、無所属現職の森本真治、自民党現職の溝手顕正、自民党新人の河井案里ら7人が立候補。案里は天満の県議時代の同期（ともに2003年に初当選）。天満は溝手を支援したと語っているが[8]、実際は案里側で活動。街頭演説でマイクを握るなど、案里支持を呼び掛けた[9]。
- 7月21日、参院選投開票。森本と案里が当選。溝手は次点で落選した。
- 10月30日、参院選で河井陣営が車上運動員13人に公職選挙法の法定上限を超える報酬を支払った疑いがあると、週刊文春の電子版が報じた[10][11]。

2020年
- 3月27日と28日、広島地検は、前年の参院選広島県選挙区をめぐり河井克行、河井案里夫妻が票の取りまとめを頼む趣旨で天満に現金を渡した可能性があるなどとして、天満に任意聴取を行い、携帯電話や手帳を押収した。
- 3月28日、天満は、河井陣営が金銭を渡してきたことを認めたものの、金銭を受け取ったのは後援会であって、自分ではないと述べた[12]。
- 3月31日、記者会見で金銭の授受を否定。「後援会ももらっていないと思う」と発言を一転させた[8]。
- 4月6日、報道機関の取材に「断言します。一点の曇りもないということはね」と語った[13]。
- 6月18日、東京地検特捜部は、河井克行と案里が広島県内の地方議員や首長ら94人に投票や票の取りまとめを依頼し、計約2,570万円の報酬を渡したとして、両夫妻を逮捕した[14][15]。克行は証拠品を押収される前に、パソコンから現金配布先の名前や金額を記載したリストのデータを削除していたが、検察は電子データを解析する「デジタル・フォレンジック」を実施し、削除されたリストを復元。これが逮捕の決め手となった[16][17]。
- 6月22日、現金の提供先94人の中に天満が含まれていることが明らかとなった[18]。
- 6月23日、天満が2019年3月と6月、河井克行から2回にわたり現金計150万円を受け取っていたことが明らかとなった[19]。
- 同日、市議会定例会の閉会挨拶で「現金の授受はない」と身の潔白を改めて強調した[8]。
- 6月24日、市議会議長の仁ノ岡範之に6月30日付で辞職する意向を電話で伝えた[20][9]。
- 6月25日、三原市役所で記者会見し、河井克行から計150万円を受け取ったことを認め、辞職する意向を表明した[21]。首長で現金受領を認めたのは天満で3人目となった[21]。天満は、これまでの取材に一貫して「身に覚えがない」と受領を否定していたが、一転して認めた理由について「（克行との）約束で2人の秘密を守ろうとした。しかし、市民にいつまでも受け取っていないと言い続けることはできない」と説明[21]。三原市議会への手続きを経て6月30日にも辞職する見通し[21]。広島県内で克行から2019年3月に50万円、2019年6月に100万円を渡されたとされる。当初は拒んだが「預かってほしい」と言われ、50万円を受け取った際は、直前まで同席していた案里に「よろしく頼む」というような意味のことを言われた、と証言した[21]。現金の趣旨について「預かりのつもりだった。（案里の）選挙の応援のための買収という認識はなかった」と釈明[21]。150万円は保管しており「時期が来れば返却したい」と述べた[21]。
- 6月30日、市議会は辞職の申出に同意し、天満は辞職した[22]。現金の受領を認めた広島県内の首長の辞職は小坂真治（安芸太田町長）に続き2人目となった。

2021年
- 2月1日、東京地裁で行われた河井克行の公判で、克行から受け取った計150万円は「不法な金」だと認め、授受の詳細を証言した。証言内容は以下のとおり。

| 年月日        | 場所                             | 内容 |
| 2019年3月27日 | 三原市内のビルの一室             | 克行・案里と面会し、参院選での支援を頼まれ、帰り際に克行から50万円入りの封筒を内ポケットに入れられた。                                                     |
| 2019年6月2日  | 広島市のリーガロイヤルホテル広島 | 案里の政治資金パーティー「河井あんり 飛翔のつどい」[23]に出席後、克行らと会食し、帰り際に克行から、シャツとズボンの間に100万円が入った封筒を差し込まれた。 |
前年の記者会見で「150万円は保管してある」と述べた天満であったが、この日の公判で「現金は背広やネクタイ、財布の購入に充てた」と証言し、発言を覆した。
2022年
- 1月28日、東京地検が不起訴にした広島の地元議員ら100人のうち、35人が検察審査会に「起訴相当」と議決されたことが公表された。天満もその中に含まれた[26][27]。
- 3月14日、広島地検は、起訴相当と議決された35人のうち、9人を在宅起訴、25人を略式起訴した。天満は略式起訴された[28]。
- 3月24日、広島簡易裁判所は、天満に対し罰金50万円と追徴金150万円の略式命令を下した。同年4月12日に有罪が確定したことにより、天満は5年間の公民権停止となった[29]。